# Let It Snow (2019)
Let It Snow is een Amerikaanse romantische komische kerstfilm uit 2019, geregisseerd door Luke Snellin naar een scenario van Kay Cannon, Victoria Strouse en Laura Solon, gebaseerd op de gelijknamige jeugdroman van Maureen Johnson, John Green en Lauren Myracle.

## Verhaal
Op kerstavond in Laurel, Illinois, ontmoet Julie Reyes de aspirant-popster Stuart Bale in een trein. Hij denkt dat ze een paparazzi is als ze hem zijn mobiele telefoon probeert terug te geven, wat haar ondanks zijn verontschuldigingen beledigt. Nadat de trein moest stoppen vanwege besneeuwde sporen, stapte Julie uit om naar huis te lopen. Stuart arriveert en biedt lunch aan bij een lokaal restaurant genaamd Waffle Town. Ze stemt met tegenzin in en redt Stuart ook van een groep fangirls die cheerleaders zijn. Ze vertelt Stuart dat ze is toegelaten tot de Columbia University in New York en dat haar moeder terminaal ziek is, maar als ze daardoor te laat vertrekt, verliest ze de beurs. Het stel gaat rodelen en ontmoet Julie's moeder, Debbie. Ze gaan terug naar het huis van Julie, waar Stuart wordt voorgesteld aan Julie's opa en ze praten over Mick Jagger. Iedereen danst op een van hun liedjes. Tijdens het dansen krijgt Debbie een hoestbui, waar Julie zich zorgen over maakt. Stuart biedt Julie aan om een verpleegster voor haar moeder te vinden, wat Julie beledigend vindt. Stuart ontkent haar zorgen en stelt dat hij het aanbood omdat hij voor Julie zorgde. De twee kussen elkaar bijna voordat Stuarts publicist verschijnt om hem terug te brengen naar zijn hotel.
Stuart vraagt Julie om met hem mee te gaan, maar ze weigert omdat ze de behoefte voelt om bij haar moeder te blijven. Aan de andere kant van de stad probeert Waffle Town-medewerker Dorrie haar beste vriendin Addie onder de hoed te krijgen. Ze is bang dat haar vriend het uitmaakt. Dorrie werd verliefd op Kerry, een cheerleader. Kerry bezoekt het restaurant met haar vrienden en doet alsof ze Dorrie niet kent. Addie maakt een scène met haar vriendje in het restaurant. Dorrie probeert Addie te kalmeren, maar ze stormt weg. Later ontmoeten Dorrie en Kerry elkaar in de badkamer en kussen ze hartstochtelijk. Dorrie vertelt Keon dat Kerry waarschijnlijk op het feest zal zijn. Ondertussen is Tobin van plan om zijn beste vriend, Angie, bijgenaamd 'The Duke', te laten weten dat hij haar leuk vindt. De twee worden door Duke's vriend JP uitgenodigd voor een feest dat Tobin als concurrent ziet. Met z'n drieën stelen ze het biervat van het feest en landen hun auto in de sloot. Ze wachten in een nabijgelegen kerk op de sleepwagen waar Duke Tobin "Whole of the Moon" speelt, maar wanneer JP en Duke beginnen te dansen, vertrekt Tobin. Duke probeert er met Tobin over te praten, die haar wegduwt en haar irriteert.
Tobins vriend Keon probeert een feestje te geven om indruk te maken op een geweldige DJ, maar zijn ouders breken het feest bij hem thuis af en worden geroepen om in Waffle Town te gaan werken. Zijn vriend en collega Billy stelt Waffle Town voor als feestlocatie, mits hij over de nodige voorraden beschikt. Terug thuis haalt Julie's moeder haar over om naar Columbia University te gaan en zegt: "Als het leven iets speciaals voor je heeft, neem het dan." Iedereen belandt op Keon's feest nadat Tobin arriveert met het gestolen vat. Duke arriveert en Tobin bekent zijn liefde voor haar, die ze beantwoordt. Addie keert terug naar Waffle Town en verontschuldigt zich bij Dorrie voor haar onbeleefde gedrag. Kerry verontschuldigt zich bij Dorrie voor haar warme en koude houding, kust haar buiten en de twee beginnen een relatie. Dorrie en Julie praten over hun dag; Stuart keert terug omdat hij Julie weer wil zien voordat hij de stad verlaat. De twee kussen en zijn van plan elkaar te ontmoeten in New York wanneer Julie naar Columbia verhuist. Het feest van Keon blijkt een succes, ook al komt de DJ niet meer. Iedereen danst de hele nacht.

## Rolverdeling
| Acteur               | Personage              |
| -------------------- | ---------------------- |
| Isabela Merced       | Julie                  |
| Shameik Moore        | Stuart                 |
| Odeya Rush           | Addie                  |
| Liv Hewson           | Dorrie                 |
| Mitchell Hope        | Tobin                  |
| Kiernan Shipka       | Angie                  |
| Matthew Noszka       | JP                     |
| Jacob Batalon        | Keon                   |
| Miles Robbins        | Billy                  |
| Joan Cusack          | Mevrouw aluminiumfolie |
| Anna Akana           | Kerry                  |
| Genevieve DeGraves   | Jessica                |
| Rebecca Ablack       | Anisha                 |
| Christina de la Cruz | Connie                 |
| Briar Nolet          | Lisa                   |
| Shantel Angela       | Zoe                    |
| Andrea de Oliveira   | Debbie                 |
| Victor Rivers        | Pops                   |
| D'Arcy Carden        | Kira                   |

## Productie
In september 2014 gaf Universal de rechten op de nieuwe roman Let It Snow: Three Holiday Romances van Maureen Johnson, John Green en Lauren Myracle. In maart 2016 werd Luke Snellin aangekondigd als de regisseur van de film. In december 2018 werd aangekondigd dat de film in 2019 door Netflix zou worden geproduceerd en uitgebracht. In januari 2019 werden Kiernan Shipka, Isabela Moner, Shameik Moore en Odeya Rush aangekondigd als hoofdrolspelers, terwijl Jacob Batalon, Miles Robbins, Mitchell Hope, Liv Hewson, Anna Akana en Joan Cusack zich ook bij de cast van de film voegden. De opnames begonnen in februari 2019 in Toronto en Millbrook, Ontario.

## Release
De film werd uitgebracht op 8 november 2019 door Netflix.

## Ontvangst
Op Rotten Tomatoes heeft Let It Snow een waarde van 81% en een gemiddelde score van 5,70/10, gebaseerd op 27 recensies. Op Metacritic heeft de film een gemiddelde score van 51/100, gebaseerd op 5 recensies.